# Falmouth (Antigua i Barbuda)
Falmouth – miejscowość w Antigui i Barbudzie; na wyspie Antigua (Saint Paul); liczy 586 mieszkańców (2008)